# Canadair CL-89
Il Canadair CL-89, designato Midge nella British Army e AN/USD-501 negli altri paesi NATO, è un aeromobile a pilotaggio remoto (APR) da ricognizione tattica sviluppato congiuntamente da Canada, Repubblica Federale Tedesca e Regno Unito, e prodotto dall'azienda canadese Canadair negli anni sessanta.

## Storia
Alla fine degli anni cinquanta la necessità di provvedere alla fornitura di un nuovo sistema di sorveglianza aerea sfociò in una specifica congiunta tra Canada e Regno Unito che misero a disposizione uno stanziamento per la fornitura di una proposta che potesse soddisfare questi requisiti.

### Sviluppo
Nel 1963 la Canadair ritenne di iniziare lo sviluppo di un sistema di ricognizione aerea che potesse sostituire i Cessna L-19 a cui diede la designazione di "Surveillance Drone System" basato sull'utilizzo di un missile che poteva essere recuperato a fine missione. Il programma riscosse l'interesse dell'allora Germania Ovest che ottenne di partecipare allo sviluppo negli anni successivi.
Nel 1975 venne avviato un programma atto a sviluppare ed aggiornare il sistema chiamato Unmanned Airborne Surveillance & Target Acquisition System (UASTAS) (sistema aereo di sorveglianza ed acquisizione di obiettivi). La Bombardier, succeduta alla Canadair, proseguì lo sviluppo congiuntamente alla francese Aérospatiale ed alla tedesca Dornier GmbH che si concretizzò nel CL-289, conosciuto in ambito NATO con la designazione AN/USD-502.

### Impiego operativo
Il profilo di missione tipico del CL-89 era quello di filmare l'area occupata dalle forze nemiche tramite una rotta prestabilita al fine di determinare l'acquisizione di obiettivi terrestri da fornire all'artiglieria. Il velivolo veniva trasportato su veicoli attrezzati quindi lanciato dalla piattaforma integrata nello stesso. L'autonomia di 140 km permetteva al CL-89 di videoregistrare tramite videocamere sia in chiaro che IR per una decina di minuti su un supporto magnetico, quindi recuperato a fine missione dopo l'apertura di un paracadute che lo deponeva a terra in modo da essere riutilizzato. Dal velivolo veniva quindi estratta la videocassetta con i filmati acquisiti ed inviata al centro di comando per la sua interpretazione.

#### Canada
Il Canada utilizzò il CL-89 nei reparti del Royal Canadian Army, poi integrato dal 1968 nel Land Force Command delle Canadian Forces, fino agli anni settanta.

#### Italia

Lancio di un CL-89 della Batteria aerei teleguidati del 13º GRACO durante un'esercitazione NATO nel 1980 circa.

In Italia il CL-89 venne utilizzato dall'Esercito Italiano dalla metà degli anni sessanta, nei reparti di artiglieria del 13º Gruppo acquisizione obiettivi "Aquileia", diventato poi XIII Gruppo ricognizione ed acquisizione obiettivi (GRACO) nel 1973 che, con la ristrutturazione dell'Esercito del 1º ottobre 1975, modificò la designazione da 13º Battaglione Acquisizione Obiettivi "Aquileia", a 13º Gruppo Acquisizione Obiettivi Aquileia. Il sistema era gestito da due unità specializzate nella raccolta di informazioni, la BAT, o Batteria di aerei teleguidati, alla quale era affidata la gestione delle attrezzature di supporto al lancio dei CL-89 in dotazione ed al loro recupero a fine missione, la quale poi forniva i dati ricavati dal volo alla BAO, o Batteria di acquisizione obiettivi, struttura simile ai LRRP (Long Range Recognition Patrol) delle unità speciali della United States Army.

#### Regno Unito
Il Midge, designazione utilizzata nel British Army per identificare il CL-89, venne utilizzato nei reparti della Royal Artillery trovando applicazione in operazioni belliche durante la guerra del Golfo. Negli anni novanta venne progressivamente sostituito dal BAE Systems Phoenix.

## Utilizzatori
Canada
- Canadian Forces Land Force Command

 Francia
- Armée de terre

 Germania
- Heer

 Italia
- Esercito Italiano

 Regno Unito
- British Army
  - Royal Artillery